# Trzebunia
Trzebunia est une localité polonaise de la gmina de Pcim, située dans le powiat de Myślenice en voïvodie de Petite-Pologne.